# Batwoman (serial telewizyjny)

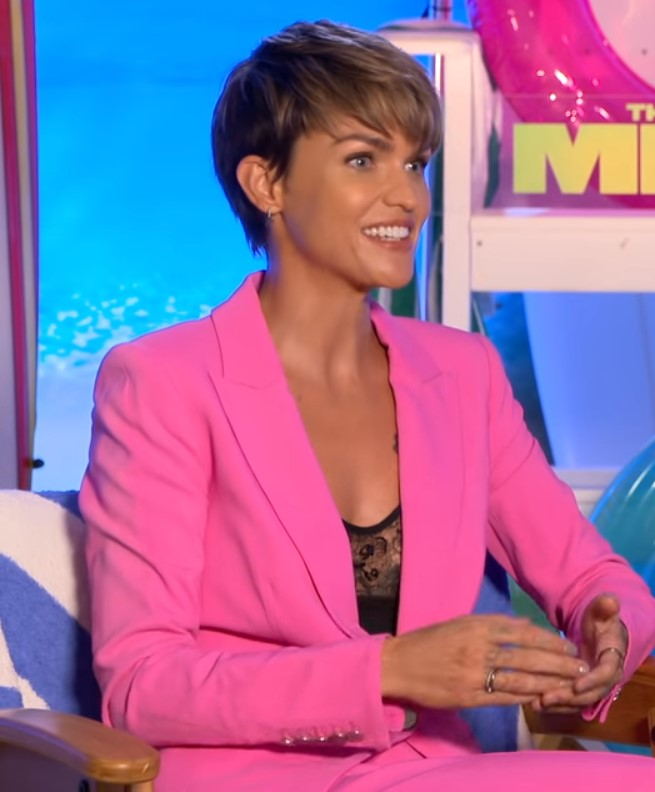
Ruby Rose (2018)

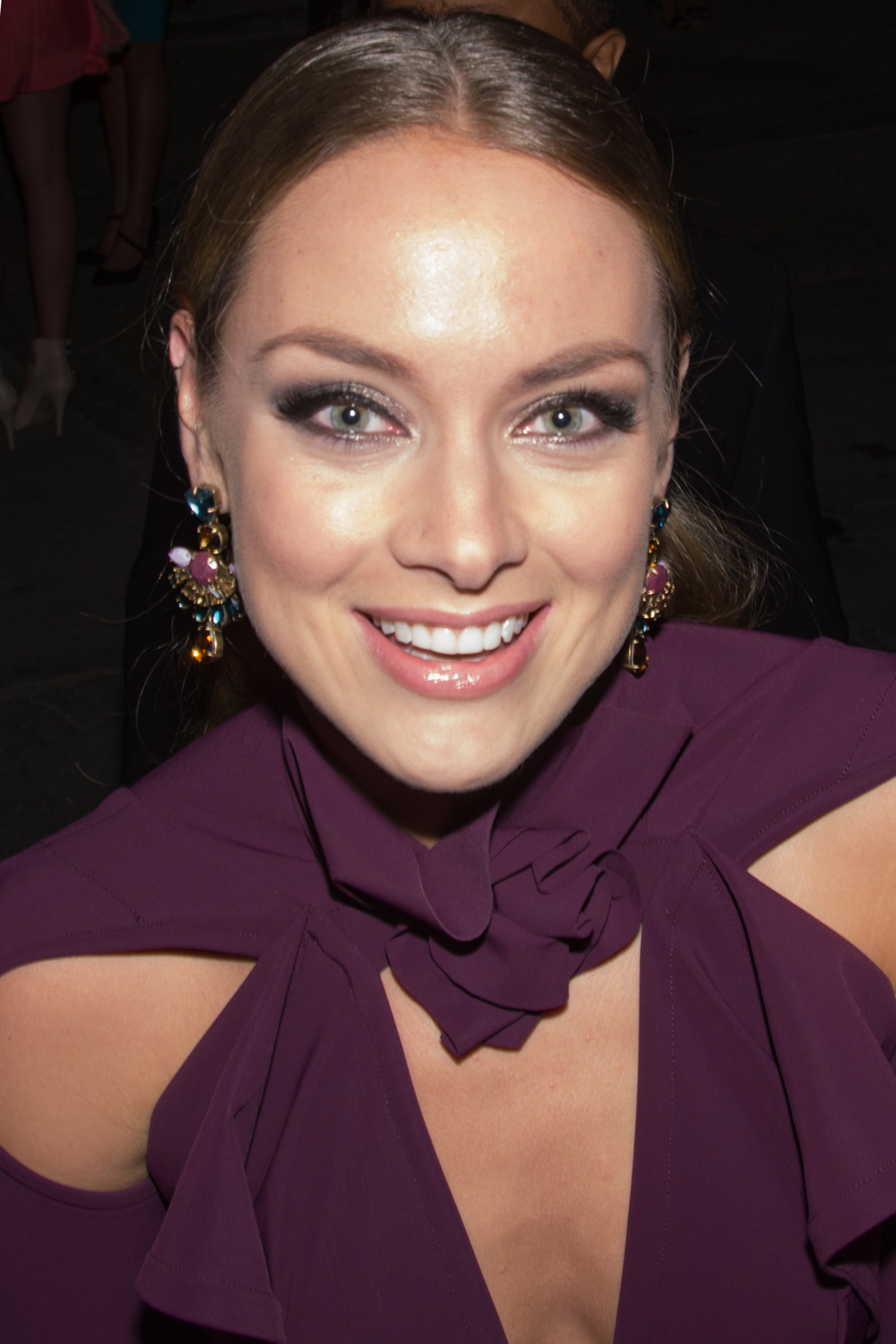
Rachel Skarsten (2014)

Batwoman – amerykański serial science fiction wyprodukowany przez Warner Bros. Television, Berlanti Productions oraz DC Entertainment. Serial został stworzony przez Caroline Dries na podstawie komiksów o tym samym tytule wydawanych przez DC Comics autorstwa Geoffa Johnsa, Granta Morrisona, Grega Rucka, Marka Waida oraz Keith Giffen. Serial jest emitowany od 6 października 2019 roku przez The CW.
W Polsce serial jest dostępny od 15 października 2019 na HBO GO, a następnie od 22 grudnia 2019 roku przez HBO.
W maju 2020 ogłoszono, że Ruby Rose, odtwórczyni głównej postaci, rezygnuje z roli wraz z końcem serii pierwszej; rola Kate Kane zostanie obsadzona przez inną aktorkę.
29 kwietnia 2022 roku Caroline Dries, showrunnerka serialu, poinformowała o zakończeniu serialu po trzecim sezonie przez The CW.

## Fabuła
Serial opowiada o Kate Kane, kuzynce Bruce'a Wayne'a, która stara się walczyć z przestępcami Gotham City.

## Obsada

### Główna
- Ruby Rose (sezon 1) i Wallis Day (sezon 2 - rola drugoplanowa) jako Kate Kane / Batwoman[6]
- Rachel Skarsten jako Beth Kane / Alice[7]
- Meagan Tandy jako Sophie Moore
- Nicole Kang jako Mary Hamilton
- Camrus Johnson jako Luke Fox
- Elizabeth Anweis jako Catherine Hamilton-Kane (sezon 1)[8]
- Dougray Scott jako Jacob Kane (sezony 1-2)[9]
- Javicia Leslie jako Ryan Wilder / Batwoman II (od sezonu 2)
- Victoria Cartagena jako Renee Montoya (sezon 3)
- Robin Givens as Jada Jet (sezon 3)
- Nick Creegan as Marquis Jet (sezon 3)

### Role drugoplanowe
- Rachel Maddow jako głos Vesper Fairchild[10]
- Sam Littlefield jako Jonathan Cartwright / Mysz
- Sebastian Roché jako dr Campbell[10]

### Występy gościnne
- Greyston Holt jako Tyler (sezon 1)
- Chris Shields jako Michael Akins
- Brendon Zub jako Chuck Dodgson
- Gabriel Mann jako Thomas "Tommy" Elliot/Hush (sezon 1)
- Rachel Matthews jako Margot/Magpie

### Goście specjalni
- Grant Gustin jako Barry Allen/Flash
- Stephen Amell jako Oliver Queen/Green Arrow
- Melissa Benoist jako Kara Danvers/Supergirl
- Caity Lotz jako Sara Lance/White Canary
- Brandon Routh jako Ray Palmer/Atom oraz Clark Kent/Superman
- Tyler Hoechlin jako Clark Kent/Superman
- Candice Patton jako Iris West-Allen
- Matt Ryan jako John Constantine
- Katherine McNamara jako Mia Queen
- Elizabeth Tulloch jako Lois Lane
- Dominic Purcell jako Mick Rory/Heat Wave (Ziemia-74)
- Jon Cryer jako Lex Luthor
- Tom Welling jako Clark Kent
- Wentworth Miller jako Leonard A.I. (głos)

## Przegląd sezonów
| Sezon | Sezon | Odcinki | Premierowa emisja (The CW) | Premierowa emisja (The CW) | Premierowy dostęp VOD (HBO GO) | Premierowy dostęp VOD (HBO GO) | Premierowy dostęp VOD (HBO GO) |
| Sezon | Sezon | Odcinki | Premiera sezonu            | Finał sezonu               | Premiera sezonu                | Finał sezonu                   |                                |
| ----- | ----- | ------- | -------------------------- | -------------------------- | ------------------------------ | ------------------------------ | ------------------------------ |
|       | 1     | 20      | 6 października 2019        | 17 maja 2020               | 15 października 2019           | 19 maja 2020                   |                                |
|       | 2     | 18      | 17 stycznia 2021           | 27 czerwca 2021            | 19 stycznia 2021               | 29 czerwca 2021                |                                |
|       | 3     | 13      | 13 października 2021       | 3 marca 2022               | 14 października 2021           | 5 marca 2022                   |                                |

## Lista odcinków

### Sezon 1 (2019-2020)
| N/o | Tytuł                                     | Reżyseria        | Scenariusz                     | Premiera (The CW)    | Premiera w Polsce (HBO GO) |
| --- | ----------------------------------------- | ---------------- | ------------------------------ | -------------------- | -------------------------- |
| 1 | Pilot                                     | Marcos Siega     | Caroline Dries                 | 6 października 2019  | 15 października 2019       |
| 2 | The Rabbit Hole                           | Marcos Siega     | Caroline Dries                 | 13 października 2019 | 15 października 2019       |
| 3 | Down Down Down                            | Dermott Downs    | Holly Henderson, Don Whitehead | 20 października 2019 | 22 października 2019       |
| 4 | Who Are You?                              | Holly Dale       | Nancy Kiu, Denise Harkavy      | 27 października 2019 | 29 października 2019       |
| 5 | Mine Is a Long and a Sad Tale             | Carl Seaton      | Jerry Shandy, Ebony Gilbert    | 3 listopada 2019     | 5 listopada 2019           |
| 6 | I'll Be Judge, I'll Be Jury               | Scott Peters     | James Stoteraux, Chad Fiveash  | 10 listopada 2019    | 12 listopada 2019          |
| 7 | Tell Me the Truth                         | Michael Allowitz | Caroline Dries, Natalie Abrams | 17 listopada 2019    | 19 listopada 2019          |
| 8 | A Mad Tea-Party                           | Holly Dale       | Nancy Kiu                      | 1 grudnia 2019       | 3 grudnia 2019             |
| 9 | Crisis on Infinite Earths: Part Two       | Laura Belsey     | Don Whitehead, Holly Henderson | 9 grudnia 2019       | 11 grudnia 2019            |
| Drużyna używa wynalazku Raya by zlokalizować nowych rekrutów, którzy pomogą uratować wieloświat. Monitor wysyła Iris, Clarka i Lois na poszukiwania tajemniczego kryptończyka, a Kate i Kara postanawiają wspólnie odszukać Bruce'a Wayne'a. Tymczasem Mia, Barry i Sara proszą o pomoc Constantine'a. Goście specjalni: Grant Gustin jako Barry Allen; Stephen Amell jako Oliver Queen/Green Arrow; Melissa Benoist jako Kara Danvers/Supergirl; Caity Lotz jako Sara Lance; Brandon Routh jako Ray Palmer oraz Clark Kent/Superman; Tyler Hoechlin jako Clark Kent/Superman; Candice Patton jako Iris West-Allen; Matt Ryan jako John Constantine; Katherine McNamara jako Mia Smoak; Elizabeth Tulloch jako Lois Lane; Dominic Purcell jako Mick Rory (Ziemia-74); Jon Cryer jako Lex Luthor; Tom Welling jako Clark Kent; Wentworth Miller jako Leonard A.I. (głos) Gościnnie: Kevin Conroy jako Bruce Wayne; Audrey Marie Anderson jako Harbinger; Johnathon Schaech jako Hex; Erica Durance jako Lois Lane Odcinek jest drugą częścią pięcioodcinkowego crossoveru "Crisis on Infinite Earths" pomiędzy serialami Supergirl (odcinek 5x09, część pierwsza), Flash (odcinek 6x09, część trzecia), Arrow (odcinek 8x08, część czwarta) oraz DC’s Legends of Tomorrow (sezon 5 - odcinek specjalny, część piąta). Do wydarzeń zawartych w crossoverze nawiązuje również serial Black Lightning (odcinek 3x09), którego niektórzy bohaterowie występują w crossoverze, pomimo iż serial nie należy do tego samego uniwersum (Arrowverse). |                                           |                  |                                |                      |                            |
| 10 | How Queer Everything Is Today!            | Jeffrey Hunt     | Caroline Dries                 | 19 stycznia 2020     | 21 stycznia                |
| 11 | An Un-Birthday Present                    | Mairzee Almas    | Chad Fiveash, James Stoteraux  | 26 stycznia 2020     | 28 stycznia                |
| 12 | Take Your Choice                          | Tara Miele       | Ebony Gilbert                  | 16 lutego 2020       | 18 lutego 2020             |
| 13 | Drink Me                                  | Dermott Downs    | Jerry Shandy                   | 23 lutego 2020       | 25 lutego 2020             |
| 14 | Grinning From Ear to Ear                  | Michael Blundell | Denise Harkavy                 | 8 marca 2020         | 10 marca 2020              |
| 15 | Off With Her Head                         | Holly Dale       | Natalie Abrams                 | 15 marca 2020        | 17 marca 2020              |
| 16 | Through the Looking Glass                 | Sudz Sutherland  | Nancy Kiu                      | 22 marca 2020        | 24 marca 2020              |
| 17 | A Narrow Escape                           | Paul Wesley      | Daphne Miles                   | 26 kwietnia 2020     | 28 kwietnia 2020           |
| 18 | If You Believe in Me, I'll Believe in You | James Bamford    | James Stoteraux, Chad Fiveash  | 3 maja 2020          | 5 maja 2020                |
| 19 | A Secret Kept from All the Rest           | Greg Beeman      | Jerry Shandy, Kelly Larson     | 10 maja 2020         | 12 maja 2020               |
| 20 | O, Mouse!                                 | Amanda Tapping   | Holly Henderson, Don Whitehead | 17 maja 2020         | 19 maja 2020               |

### Sezon 2 (2021)
| N/o | Nr | Tytuł                           | Reżyseria        | Scenariusz                     | Premiera (The CW) | Premiera w Polsce (HBO GO) |
| --- | -- | ------------------------------- | ---------------- | ------------------------------ | ----------------- | -------------------------- |
| 21  | 1  | Whatever Happened to Kate Kane? | Holly Dale       | Caroline Dries                 | 17 stycznia 2021  | 19 stycznia 2021           |
| 22  | 2  | Prior Criminal History          | Carl Seaton      | James Stoteraux, Chad Fiveash  | 24 stycznia 2021  | 26 stycznia 2021           |
| 23  | 3  | Bat Girl Magic!                 | Holly Dale       | Nancy Kiu                      | 31 stycznia 2021  | 2 lutego 2021              |
| 24  | 4  | Fair Skin, Blue Eyes            | Menhaj Huda      | Ebony Gilbert                  | 14 lutego 2021    | 16 lutego 2021             |
| 25  | 5  | Gore on Canvas                  | Norma Bailey     | Daniel Thomsen                 | 21 lutego 2021    | 23 lutego 2021             |
| 26  | 6  | Do Not Resuscitate              | Holly Dale       | Caroline Dries, Daphne Miles   | 28 lutego 2021    | 2 marca 2021               |
| 27  | 7  | It's Best You Stop Digging      | Avi Youabian     | Jerry Shandy                   | 14 marca 2021     | 16 marca 2021              |
| 28  | 8  | Survived Much Worse             | Holly Dale       | Natalie Abrams                 | 21 marca 2021     | 23 marca 2021              |
| 29  | 9  | Rule #1                         | Michael Blundell | Nancy Kiu, Maya Houston        | 28 marca 2021     | 30 marca 2021              |
| 30  | 10 | Time Off for Good Behavior      | Eric Dean Seaton | James Stoteraux, Chad Fiveash  | 11 kwietnia 2021  | 13 kwietnia 2021           |
| 31  | 11 | Arrive Alive                    | Mairzee Almas    | Daniel Thomsen, Daphne Miles   | 18 kwietnia 2021  | 20 kwietnia 2021           |
| 32  | 12 | Initiate Self-Destruct          | Glen Winter      | Jerry Shandy, Zack Siddiqui    | 2 maja 2021       | 4 maja 2021                |
| 33  | 13 | I'll Give You a Clue            | Marshall Virtue  | Caroline Dries, Natalie Abrams | 9 maja 2021       | 11 maja 2021               |
| 34  | 14 | And Justice For All             | Rob Duncan       | Ebony Gilbert, Maya Houston    | 16 maja 2021      | 18 maja 2021               |
| 35  | 15 | Armed and Dangerous             | Holly Dale       | Nancy Kiu                      | 6 czerwca 2021    | 8 czerwca 2021             |
| 36  | 16 | Rebirth                         | Michael Allowitz | Daniel Thomsen                 | 13 czerwca 2021   | 15 czerwca 2021            |
| 37  | 17 | Kane, Kate                      | Carl Seaton      | James Stoteraux, Chad Fiveash  | 20 czerwca 2021   | 22 czerwca 2021            |
| 38  | 18 | Power                           | Holly Dale       | Caroline Dries                 | 27 czerwca 2021   | 29 czerwca 2021            |

## Produkcja
Na początku sierpnia 2018 roku poinformowano, że tytułową rolę otrzymała Ruby Rose. 3 stycznia 2019 The CW zamówiła pilotażowy odcinek serialu Batwoman. W tym samym miesiącu ogłoszono, że Meagan Tandy, Nicole Kang i Camrus Johnson dołączyli do obsady. W lutym 2019 poinformowano, że Rachel Skarsten, Dougray Scott oraz Elizabeth Anweis zagrają w serialu.
7 maja 2019 roku stacja The CW zamówiła serial na sezon telewizyjny na sezon 2019/20.
Na początku października 2019 roku obsada serialu powiększyła się o Rachel Maddow i Sebastiana Roché.
Na początku stycznia 2020 roku stacja The CW ogłosiła zamówienie drugiego sezonu.